# World Cup i bandy 1999
World Cup i bandy 1999 spelades i Ljusdal 27-31 oktober 1999, och vanns av den svenska klubben Hammarby IF, efter seger mot Ljusdals BK från Sverige med 7-0 i finalmatchen.
Ryska HK Vodnik deltog inte, då man var avstängda från internationellt spel efter en skandal i samband med Europacupen 1998.

## Gruppspel

### Grupp A1
| Nr | Lag                     | S | V | O | F | +/-    | P |
| -- | ----------------------- | - | - | - | - | ------ | - |
| 1  | Bollnäs GoIF            | 3 | 3 | 0 | 0 | 16 - 6 | 6 |
| 2  | Narukerä                | 3 | 2 | 0 | 1 | 10 - 7 | 4 |
| 3  | Broberg/Söderhamn Bandy | 3 | 1 | 0 | 2 | 11 - 8 | 2 |
| 4  | Solberg SK              | 3 | 0 | 0 | 3 | 3 - 19 | 0 |

- 27 oktober 1999: Bollnäs GoIF-Broberg/Söderhamn Bandy 3-2
- 29 oktober 1999: Narukerä-Solberg SK 3-1
- 29 oktober 1999: Broberg/Söderhamn Bandy-Narukerä 1-4
- 29 oktober 1999: Solberg SK-Bollnäs GoIF 1-8
- 30 oktober 1999: Narukerä-Bollnäs GoIF 3-5
- 30 oktober 1999: Solberg SK-Broberg/Söderhamn Bandy 1-8

### Grupp A2
| Nr | Lag                    | S | V | O | F | +/-    | P |
| -- | ---------------------- | - | - | - | - | ------ | - |
| 1  | HK Jenisej Krasnojarsk | 3 | 2 | 1 | 0 | 11 - 3 | 5 |
| 2  | Västerås SK            | 3 | 2 | 0 | 1 | 8 - 10 | 4 |
| 3  | IFK Motala             | 3 | 1 | 0 | 2 | 6 - 9  | 2 |
| 4  | Kalix Nyborg BK        | 3 | 0 | 1 | 2 | 4 - 7  | 1 |

- 28 oktober 1999: HK Jenisej Krasnojarsk-Kalix Nyborg BK 2-2
- 29 oktober 1999: Kalix Nyborg BK-IFK Motala 0-2
- 29 oktober 1999: Västerås SK-HK Jenisej Krasnojarsk 0-5
- 29 oktober 1999: IFK Motala-Västerås SK 3-5
- 30 oktober 1999: HK Jenisej Krasnojarsk-IFK Motala 4-1
- 30 oktober 1999: Kalix Nyborg BK-Västerås SK 2-3

### Grupp B1
| Nr | Lag         | S | V | O | F | +/-     | P |
| -- | ----------- | - | - | - | - | ------- | - |
| 1  | Falu BS     | 3 | 2 | 0 | 1 | 14 - 10 | 6 |
| 2  | Ljusdals BK | 3 | 2 | 0 | 1 | 9 - 7   | 4 |
| 3  | Edsbyns IF  | 3 | 1 | 1 | 1 | 9 - 12  | 3 |
| 4  | HC Kuzbass  | 3 | 0 | 1 | 2 | 5 - 8   | 1 |

- 28 oktober 1999: Ljusdals BK-HC Kuzbass 2-0
- 28 oktober 1999: Falu BS-Edsbyns IF 7-3
- 29 oktober 1999: Edsbyns IF-HC Kuzbass 3-3
- 30 oktober 1999: Ljusdals BK-Edsbyns IF 2-3
- 30 oktober 1999: HC Kuzbass-Falu BS 2-3
- 30 oktober 1999: Ljusdals BK-Falu BS 5-4

### Grupp B2
| Nr | Lag            | S | V | O | F | +/-    | P |
| -- | -------------- | - | - | - | - | ------ | - |
| 1  | Hammarby IF    | 3 | 3 | 0 | 0 | 12 - 3 | 6 |
| 2  | Sandvikens AIK | 3 | 1 | 0 | 2 | 13 - 7 | 2 |
| 3  | Tornio PV      | 3 | 1 | 0 | 2 | 3 - 5  | 2 |
| 4  | Stabæk Bandy   | 3 | 1 | 0 | 2 | 5 - 18 | 2 |

- 29 oktober 1999: Tornio PV-Hammarby IF 0-2
- 29 oktober 1999: Sandvikens AIK-Hammarby IF 2-3
- 29 oktober 1999: Stabæk Bandy-Tornio PV 2-1
- 29 oktober 1999: Hammarby IF-Tornio PV 7-1
- 30 oktober 1999: Stabæk Bandy-Sandvikens AIK 2-10
- 30 oktober 1999: Tornio PV-Sandvikens AIK 2-1

## Slutspel

### Kvartsfinaler
- 30 oktober 1999: Hammarby IF-Västerås SK 5-1
- 30 oktober 1999: HK Jenisej Krasnojarsk-Sandvikens AIK 1-1, 4-3 på straffslag
- 31 oktober 1999: Falu BS-Bollnäs GoIF 4-2
- 31 oktober 1999: Ljusdals BK-Narukerä 5-0

### Semifinaler
- 31 oktober 1999: Falu BS-Hammarby IF 2-4
- 31 oktober 1999: Ljusdals BK-HK Jenisej Krasnojarsk 2-1

### Final
- 31 oktober 1999: Ljusdals BK-Hammarby IF 0-7